# POWER10
POWER9
Le POWER10 est un processeur de la gamme POWER conçu initialement par IBM, avec un certain nombre de contributions significatives des partenaires de la fondation OpenPOWER. Il a été conçu en particulier pour répondre aux besoins d'informatique analytique et du Big Data (mégadonnées en français),.

## Caractéristiques techniques
IBM a lancé au dernier trimestre 2021 les premiers modèles à base de processeur POWER10, fabriqué par Samsung Electronics avec une finesse de gravure à 7 nm à l'aide d'un procédé de lithographie EUV. Les puces sont prévues pour compter jusqu'à 48 cœurs en mode SMT4 et 24 cœurs en mode SMT8. Support de OpenCAPI 4.0 et NVLink3

## Systèmes

### Scale-out
Les modèles S peuvent tourner sous système Linux, IBM i et AIX. Les modèles L sont conçus pour Linux, mais permettent aussi d'utiliser IBM i et AIX dans une limite de 25% des processeurs disponibles.

### Milieu de gamme
Les modèles Power E1050 propose 2-4× CPU sockets pour 2-4× modules DCM modules, 24-96 cores, et 64 slots de Ram qui permet de supporter jusqu'à to 16 To de Ram DDR4, 11 slots PCIe, 8 gen.5 et 3 gen.4.

### Entreprise
Les modèles Power E1080, nom de code Denali, est le haut de gamme Power10. Il est constitué de 4 Power10 SCM, configurables avec 10, 12, ou 15 cores SMT8 par processeur, et jusqu'à 16 To de Ram DDR4.